# 羅倫 (足球運動員)
劳雷亚诺·比桑·埃塔姆-马耶尔（Laureano Bisan Etame-Mayer，1977年1月19日—），通常稱為羅倫（Lauren）或羅倫美亞，是一名喀麥隆足球運動員，擔任右後衛。羅倫效力阿仙奴期間為人認識，期間助球隊奪得兩次英超冠軍及三次英格蘭足總盃冠軍。

## 榮譽

### 球會
馬略卡
- 西班牙超級盃冠軍：1998年

阿仙奴
- 英格蘭足總盃冠軍：2002年、2003年、2005年
- 英格蘭超級聯賽冠軍：2001-02賽季、2003-04賽季

樸茨茅夫
- 巴克萊亞洲錦標賽：2007年
- 英格蘭足總盃：2008年

### 國際賽
- 2000年悉尼奧運足球賽：金牌
- 非洲國家盃冠軍：2000年、2002年
- 非洲國家盃最佳球員：2000年

## 外部連結
- 足球数据库：羅倫的球员统计数据